# Колышлей (река)
Колышлей — река в России, протекает по Пензенской области. Длина реки составляет 73 км, площадь водосборного бассейна — 992 км².
Исток находится восточнее деревни Колышлейка Пензенского района. Устье реки находится в 889 км по левому берегу реки Хопёр.

## Данные водного реестра
По данным государственного водного реестра России относится к Донскому бассейновому округу, водохозяйственный участок реки — Хопёр от истока до впадения реки Ворона, речной подбассейн реки — Хопёр. Речной бассейн реки — Дон (российская часть бассейна).
Код объекта в государственном водном реестре — 05010200112107000005254.